# Станіслав Гемпель
Станіслав Владислав Гемпель (Stanisław Władysław Hempel; 9 березня 1891 у Львові  — 25 січня 1968 у Варшаві) — польський військовик, політик і дипломат, член масонської ложі у Варшаві часів ІІ Речі Посполитої, посол Польщі в Чехословаччині, Ірані та Іраку.

## Біографія
Народився у Львові в родині Йоахіма Гемпеля, сенатора Республіки Польща, та Анни, уродженої Бонзинської. Він мав двох братів: Зигмунта Йоахіма (1894—1944), капітана Війська Польського, з 1939 року керівника Бюро інформації та пропаганди Варшавського міськрайонного штабу SZP — ZWZ, загинув у Варшавському повстанні; та Казимира (1896—1941), мер міста Хенцини, убитий у концтаборі Аушвіц. А також мав сестру Яніні Осєцьку.
Навчався у Львові. З 1909 р. входив до Спілки польської молоді «Майбутнє» та польських стрілецьких команд, був членом молодіжної організації"Зарев". Під час Першої світової війни воював у 1-й бригаді легіонів, недовго був ад'ютантом Юзефа Пілсудського. Потім член Головного штабу Польської військової організації (ПОВ), секретар Військового комітету Тимчасової державної ради. Заарештований німцями після кризи присяги 13 липня 1917 року, він був ув'язнений у Гафельберзі.
Звільнений у 1918 році, одразу після відновлення незалежності, був відправлений у відрядження до Франції. З січня 1919 року директор прес-бюро Польської делегації на мирній конференції в Парижі. 24 травня 1919 року вступив на дипломатичну службу ІІ Республіки Посполитої. З травня 1919 року — юридичний секретар польської місії в Бухаресті, з квітня 1921 р. — юрисконсульт політичного департаменту МЗС у Варшаві, а з травня по липень 1923 р. перебував у спеціальній місії в Константинополі.
До 18 липня 1924 року працював у політичному відділі та економічному відділі МЗС. Потім протягом п'яти місяців був тимчасовим повіреним у справах у Празі, після чого перейняв керівництво польською місією в Тегерані, також як тимчасовий повірений у справах.
11 жовтня 1928 року призначений надзвичайним і повноважним міністром в Ірані та посланником Республіки Польща в Іраку. Обидві ці функції він обіймав до 1 грудня 1938 року.
Сенатор Республіки Польща в 1938—1939 роках від Лодзького воєводства, входив до гуртка Табору національного об'єднання. Після агресії Третього Рейху та СРСР у вересні 1939 року в еміграції у Франції, де після її капітуляції брав активну участь у русі опору. У 1943—1944 роках був ув'язнений у гестапо. Після війни він залишився у Франції, а в 1966 році повернувся до Польщі.
Похоронений на Повонзківському цвинтарі (ділянка 164, ряд 6, ділянка 1).

## Ордени та нагороди
- Хрест Незалежності — 12 березня 1931 «за працю в справі відновлення незалежності»[3][1]
- Офіцерський хрест ордена Відродження Польщі (1928)
- Лицарський хрест Ордена Відродження Польщі (1925)
- Хрест Доблесті (двічі)
- Медаль «Десятиріччя відновлення незалежності».
- Великий офіцер ордена Святого Сави (Югославія)
- Командорський хрест ордена Румунської корони
- Велика стрічка ордена Пехлеві (Іран)
- Велика орденська стрічка ордена Портрета правителя (Іран)